# Çukurbelen, Hafik
Çukurbelen là một xã thuộc huyện Hafik, tỉnh Sivas, Thổ Nhĩ Kỳ. Dân số thời điểm năm 2011 là 67 người.